# 9316 Rhamnus
9316 Rhamnus è un asteroide della fascia principale. Scoperto nel 1988, presenta un'orbita caratterizzata da un semiasse maggiore pari a 3,0014021 UA e da un'eccentricità di 0,0755958, inclinata di 10,56368° rispetto all'eclittica.